# Синя райска птица
Сините райски птици (Paradisaea rudolphi) са вид средноголеми птици от семейство Райски птици (Paradisaeidae).

## Разпространение
Срещат се в планинските гори в североизточната част на Папуа Нова Гвинея. Видът има ограничен ареал и е активно ловуван за използване на перата му за украса, поради което е смятан за уязвим.

## Описание
Достигат 30 см на дължина и имат черен цвят с ярко сини крила, откъдето идва и името им.